# Домкино (Псковская область)
До́мкино  — деревня в Струго-Красненском районе Псковской области России. Входит в состав сельского поселения «Марьинская волость».

## География
Находится на северо-востоке региона, в северо-западной части района, в лесной местности у малого притока р. Еглина, около урочищ Домкино 1-е, Домкино 2-е, Митово, Сорокино. Урочище Новая Желча находится в 4,1 км, Болото Жеребятинское — в 5,4 км.
Уличная сеть не развита.

## История
Согласно Закону Псковской области от 28 февраля 2005 года деревня Домкино вошла в состав образованного муниципального образования Сиковицкая волость.
До апреля 2015 года деревня Домкино входила в Сиковицкую волость.
В соответствии с Законом Псковской области от 30 марта 2015 года № 1508-ОЗ деревня Домкино, вместе с другими селениями упраздненной Сиковицкой волости, вошла в состав образованного муниципального образования «Марьинская волость».

## Население
| 2001 | 2002 | 2010 | 2011 |
| ---- | ---- | ---- | ---- |
| 20   | ↘19  | ↘16  | ↘11  |

## Инфраструктура
Личное подсобное хозяйство. Вывоз леса, деревообработка.
Почтовое отделение, обслуживающее д. Домкино, — 181114; расположено в бывшем волостном центре д. Сиковицы.

## Транспорт
Просёлочные дороги, автодорога местного значения.